# Avella (Kampanien)
Avella ist eine italienische Gemeinde mit 7486 Einwohnern (Stand 31. Dezember 2023) in der Provinz Avellino in der Region Kampanien.

## Geografie
Die Nachbargemeinden sind Baiano, Casamarciano (NA), Cervinara, Pannarano (BN), Roccarainola (NA), Rotondi, San Martino Valle Caudina, Sirignano, Sperone, Tufino (NA) und Visciano (NA). Ein weiterer Ortsteil lautet Purgatorio.

## Geschichte
Die Stadt gründete sich bereits in der Antike und wurde Abella genannt, sie war berühmt für ihre Haselnüsse (avellana/abellana nox, span. avellana, port. avelã).